# ぼくと魔女式アポカリプス
『ぼくと魔女式アポカリプス』（ぼくとまじょしきアポカリプス）は、水瀬葉月著のライトノベルシリーズ。イラストは藤原々々。電撃文庫（メディアワークス→KADOKAWA）より2007年6月から刊行されている。

## 概要
表紙イラストに、早いうちから女子が正面に腰かけている構図を用いたといえる電撃文庫から出版されたライトノベル。ジャンル的にはファンタジーの部類に入るといえるが、人間の肉体を切り刻んだりするなどのグロテスクなシーンが描かれることが多く、過激とも受け取られるセリフや描写がある。

## ストーリー
死人が生きるために根源闇滓を巡って争うお話。

## 登場人物

### 代替魔術師
宵本 澪（よいもと　れい）
『翼人』の代替魔術師で､顕化すると銀髪で翼のある女性という姿になり、自身の運と引き換えに物質のを強化したりできる『祝福魔術』を使用。顕化前は、金髪の男子。複製影人（イミテーター）の操っていたトラックに轢かれて死亡。
砧川 冥子（きぬたがわ　めいこ）
『魔女』の代替魔術師で､顕化すると鍔広の帽子を被り黒い特徴的な魔女装束を見に纏った姿となり､自分に傷をつけた分だけ威力を発揮する『代償魔術』を使用。体温を無くし味覚を失いつつある。2巻から一人暮らしをする。手首を切って死亡。
レンテンシア・イズラデリ
『エルフ』の代替魔術師。導き手を殺し顕化が解けなくなっている。自身の手足の自由と引き換えに撃ち出した弾丸に刻んだ刻印と呪文でさまざまな現象を起こす『刻印魔術』を使用。死亡原因不明。日本のことが好きである。理由は目に見えてわかる四季、豊かな自然の恵みを利用した食事、騎士的なサムライの生き様を描く時代劇など。一番の理由は日本の人々は神を信じていて、同時に信じていないということ。
天堂 巳沙希(てんどう　みさき)
『ドルイド』の代替魔術師。自分の存在が退化していくかわりにノートに名前を書いた人間を複製影人（イミテーター）に変えて自由に操る『誓約魔術』を使用。通り魔に殺害される。
蘭乱爛崎 寝々（らんらんらんざき　ねね）
『ドワーフ』の代替魔術師。顕化すると体の体積が減少し怪力で丈夫になる。消費カロリーが増加するかわりに密度方程式の三要素（体積、密度、質量）を独立させて変化させられる『拡縮魔術』を使用。飲食店「殺々軒」でバイトをしている。生前は宵本澪、砧川冥子の通っていた高校に所属、とある理由により高校を中退。弟イオと共に投身自殺。
二井原 小鳩（にいはら　こばと）
『ヴァンパイア』の代替魔術師。顕化すると黒いマントに棺桶形の手甲をした男性の姿になる。澪が通う学校の新任の古文の教師で、バレー部の副顧問とアナログゲーム研究会の顧問を兼任しており、前者は人手不足で強制的に任命されたものらしく、後者は自分の趣味で引き受けたものらしい。
女性の時は体格は小柄で、その体格に似合わないスーツを着用。　顔は童顔で、髪型はセミロングでふわふわとした外観を持ち、毛先が無秩序に跳ねた状態で、頭の後ろで適当に縛って束ねている。耳の横にも一房が束ねられて垂れていて、ヘアゴムの飾りはドクロマークを模した物となっている。
男性の時は髪は巻き癖のある金髪で、顔立ちは色白の美形であり、声は中性的。
貪欲に血を欲するようになるかわりに血と夜の性質を混合させた闇滓生命体を創造する『血夜魔術』を使用。薬物中毒により死亡。
教師でありながら生徒である草太と交際しており、澪が砧川や切華と一緒に温水浴場へ行く数十分前にドルイドを誘き寄せる囮としてレンテンシアとカフェテラスで過ごしていた時に彼女が草太とデートする場面を目撃している。　また、草太とは肉体関係も持っている。
更に本来の女性の姿の時に彼の血液を注射器で抜き取って血液魔術の原料としていた。また、男性の姿の時に直接彼の首筋に噛み付いて血液を吸い取った事もあった。
後に切華を誘拐し、救出に来た澪たちと男性の姿で戦う事になる。 数々の眷族(ミディアンズ)を従えて澪や砧川と対決し、澪を左手に持った剣で刺したものの、澪がそのまま押し倒してきて右腕を押さえられ、そこを砧川が放った「第5指は裂開の斧へと捧ぐ」(セバランス・フィンガー・フィフス)によって、澪の両足もろとも切断される。
だが、右腕の棺桶から現れた少女エリザベートに注射器で血液を与え、その力を借りて右腕を元通りにした。しかしその直後、死んだと思われていた仙天威によって、二本の包丁で左の首筋から身体の左半分を縦に切り裂かれ、心臓部まで破壊されて致命傷を負う。その後、草太に抱かれながら息を引き取った
本人によれば、二井原小鳩という名は偽名で、両親による命名ではなく、捨てられた後に彼女を拾った施設の職員が命名したものだという。
また、本人が「昔から醜く、悪いことばかりしてきた」と語るように、子供の頃から盗みや騙しなど様々な悪事に手を染め、しかも8歳の時に施設の職員相手に1万円で初めて売春をし、以後も何百人もの男性に身体を売っていたとも語っている。

### 導き手
エベネゼル ♀
『翼人』の原初魔術師の精神体。ピンクの小象を乗せたブルマー姿の少女のデータに憑依している。四字熟語を多用する
アヴェイラーズ・ウルリッヒ ♀
『魔女』の原初魔術師の精神体。黒いとんがり帽子に憑依している。《獣の魔女》《手》《抉る女》《十二番目の真なる愚か》 などの異名をもっている。
イオ ♂
『ドワーフ』の原初魔術師の精神体。サンバイザーに憑依している。宵本澪に破壊され死亡。
エマンコール ♂
『ドルイド』の原初魔術師の精神体。誓約魔術に使用するノートに憑依している。
キュリーマー辺境伯 ♂
『ヴァンパイア』の原初魔術師の精神体。携帯のストラップである熊のヌイグルミに憑依している。死体愛好家。

### その他登場人物
宵本切華（よいもと せつか）
澪の妹で巳沙希を姉の様に慕っていた。本編への関わりはほとんどない。
機波草太（きなみ そうた）
変態。一人称は「俺」だが、女子が相手だと「ボク」となり、ニセ小動物系美少年に擬態する。ある意味二重人格。
小鳩に協力していたもののただの人間である。
沁・仙天花（しん・せんてんか）
一人称は「花」。飲食店「殺々軒」でバイトをしている。双子で武術の達人。代替魔術師ではないが、同等に戦える。
沁・仙天威（しん・せんてんい）
一人称は「威」。飲食店「殺々軒」でバイトをしている。双子で武術の達人。代替魔術師ではないが、同等に戦える。

## 用語解説
闇滓（アンシィ）
物質的には存在しない曖昧模糊とした概念量。存在の裏概念的存在。闇滓には二つの性質がある。
闇滓は主に人の心の中の負の感情に影響されて存在する。
根源闇滓（ルート・アンシィ）
魔術種の象徴たる闇滓。闇滓が概念的に形作られる根源。
既知観測性
その存在を絶対的なものとして認識しているものにしか『在るもの』として認識されない。
現象干渉性
世界を改変する理外介入を行う材料に使用できる。
顕化（アピアランス）
代替魔術師が原初魔術師の代理であることの証としてその容姿や精神を変えること。
冥子の魔女衣装、澪の女性化、レンテンシアのエルフ化など。この状態で衣装を変えたりしても自動的に顕化した時の姿に戻る。この状態でなければ魔術の行使は不可能。
励起節（エキサイテイション）
なぜか世界全体で闇滓の量が増加する時期。何時起き何年何十年続くのか一切が不明で導き手も経験上知っているだけに過ぎない。この時期の中でもっとも闇滓が集中する場所に魔術種は引き寄せられ争う。
導き手（ナビゲータ）
根源闇滓を管理する各魔術種の最終意識個体。種の復活という途方も無い現象干渉を行うために闇滓を集める使命を持つ。代替魔術師に根源闇滓と魔術を与える、他の代替魔術師を感知するなどの能力を持つ。
存在するだけで闇滓を消費してしまうので、励起節以外では精神体のままさまようしかない。
また励起節の時でも闇滓の補給が必須で彼らはそれを食事と呼ぶ。そのために代替魔術師に悪人を襲わせる。
代替魔術師（ポステリオルマギス）
導き手から根源闇滓と魔術を貸与された人間の事。導き手は「～と生への渇望」の波動に引き寄せられ、適合した相手を代替魔術師とする。この「～」は魔術種によって違いこれを象徴的要素として楔とする。
この楔が無価値になると励起節中でも強制的に回収され虚空に導き手ごと離脱するがこの事実は代替魔術師には知らされていない。また励起節が終わっても同じことが起きる。条件に必ず生への渇望があることから死者もしくは死に掛けの人間にしか導き手は引き寄せられないし選ぶこともない。
代替魔術師は元から死人であることに加え強大な根源闇滓の力で不老不死となっている。病気にも怪我による死にも無縁ではあるが肉体の許容度を超えて傷を負えば暫定死、意識喪失状態となり、このとき導き手が近くにいないと復活が不可能になる。
また蘇生してもまたすぐに死亡する状況におかれてしまえば闇滓が切れるまで死亡し続けなければならなくなる。
彼等の肉体は同時存在できないので新しく部位を再生すると切断された部位は消える。当然のことだが新しく再生するよりも、離された部分をくっつけるほうが再生は早い。
彼らは生きるために人間の持つ闇滓を搾取せねばならず、魔術種同士とは反動を緩和するために根源闇滓を巡って争わなければならない。また反動が進行してゆけば戦うことができなくなり一方的に殺されるだけになる。
導き手は自由に代替魔術師を破棄可能なので逆らえば元の死体に戻される。かといって言いなりになって戦い続ければいずれ肉体を乗っ取られる可能性もあり、殺してしまえば永久に顕化が解けなくなる。
根源闇滓を集めれば種が復活するといわれているが本当に、どのように復活するかは定かでないなどあらゆる意味で救いがない状況が代替魔術師といえる。

### 魔術種
闇滓の存在に気づくことのできた種。数的な劣勢から闇に生きた人外。
彼らは種族特性に応じた理外介入法則である『魔術』を発展させたが、魔術の反動(魔術の項目で後述)によって全て衰退し破滅し絶滅した。
現在判明している種は『魔女』『エルフ』『ドワーフ』『ドルイド』『ヴァンパイア』『翼人』『ドラゴン』『アルケム』『ヨーギー』の九種。
魔女
半人半魔の種族。生来の不死性を持っていた『代償魔術』の使い手。中世の時代欲望のままに生き恐れられた。契約に必要なのは『代償と生への渇望』
エルフ
尖った耳が特徴の『刻印魔術』の使い手。詳細は不明。
翼人
名の通り天使のような羽を持った種族。『祝福魔術』の担い手。詳細は不明だがエベネゼルによれば客観的に崇敬されていたらしい。契約に必要なのは『祝福と生への渇望』
ドワーフ
『拡縮魔術』の使い手だが詳細は不明。本人曰く大喰らい。顕化から推測するに背は低かったようだ。契約に必要なのは『拡縮する意志と生への渇望』
ドルイド
『誓約魔術』の使い手。詳細は不明だが精神に干渉できる種族だったらしい。契約に必要なのは『約束と生への渇望』
ヴァンパイア
『血液魔術』を操る種族。魔女以上の不死性を備え魔女以上に変態の多い種族。元は貴族が多い。契約に必要なのは『血と夜への親近と生への渇望』　　　　
ドラゴン
詳細は不明。
アルケム
詳細は不明。
ヨーギー
詳細は不明。

### 魔術
各魔術種が見出した理外介入法則。基本的な原理は闇滓と何かを媒介として発動する。
またこれは不自然な現象干渉なので必ず反現象干渉である「反動」がやってくる。
これは不可避の現象であり、根源闇滓並みの闇滓でしか進行を緩和できず魔術を使うほど進行する。
代償魔術（ペインマジック）
『魔女』が半人半魔であったために備えていた不死性を利用し、肉体の喪失を媒介として現象干渉する魔術。使い手が不死なため回復系の術は無いものの多彩な攻撃魔術を多く揃えている。使用するときは肉体の一部を傷つけて呪文を唱える。喪失する部位が大きいほど強大な力を発揮する。
反動は「喪失」。冥子は温度を感じられず、味覚や痛覚も失いつつある。
祝福魔術（ブレスマジック）
『翼人』が祝福を媒介として発動する魔術。祝福された物品はそれ自体のスペックが大きく上昇する。その効果はそこらの椅子で弾丸を跳ね返し、鉄も砕くほど。
また瞬間的な効果ではなく、一月程度は効果が持続する。呪文も不要でただ強く願うだけで発動するなど優れた面が多いが、戦略が限定されやすく遠距離に対する攻撃法を持っていない。接近戦や補助で力を発揮するタイプ。
反動は「運気降下」。澪はまだ麻雀のレートが下がったりする程度で済んでいる。
刻印魔術（ルーンマジック）
『エルフ』が文字を媒介にして闇滓を意味ある文字として具現化させる魔術。かつては弓矢によって発動していたが現在レテンシアは銃弾を使用している。その場で刻んでも良いが手間がかかるらしい。刻印とそれに対応する読み方を唱えることで発動する。攻撃、束縛、召喚などを揃える使い勝手のよい魔術だが代償魔術のような飛びぬけた破壊力はなく、接近戦にも対応していない。
反動は肉体への「刻印」。全身を黒い文字が埋め尽くし肉体の自由を奪う。
レンテンシアはこれが全身に進行し、時々動けなくなる末期状態になっている。
誓約魔術（ゲッシュマジック）
『ドルイド』が契約を媒介に発動する複製影人（イミテーター）を作り出す魔術。名前を書かせて因果を繋ぐ「前提名約」と実際に複製影人と本体を因果律転換し瞬間的に立ち位置を入れ替える「置換履行」の二つから成り立つ。置換された本体は名前が書かれた書類の中に閉じ込められ複製影人が倒されると元に戻る。作り出された複製人は意志に乏しく命令のまま動く人形ではあるが力を集中すれば喋らせることも可能。複製影人は術者のエマンコール曰く弱いらしい。
質よりも量で圧倒する魔術であり、反動を気にしなければ何百人もの複製影人を一気に操作することも可能。その代わりそれ以外は何もできないので術者は無力に近い。
反動は「存在の退化」。巳沙希は幼稚園児レベルまで退行していた。
拡縮魔術（スクイーズマジック）
『ドワーフ』が方程式を媒介に発動する密度方程式の三要素をある程度独立して変化させることのできる魔術。干渉時は方程式を唱え、これを槌を振るうという。自らの肉体に作用する内力の槌、外側に干渉する外力の槌、対象の密度方程式を自在に変化させる外力の楔「妖精銀」、自らの密度方程式を操り巨大化する内力の楔「妖精神銅」などを持つ。派手さは無いがどんなものでも自在に武装化できる利点は大きく攻防共に優れた力を発揮するまた顕化時に内力の槌が振るわれ体積は減るが密度が上昇し戦闘力と防御力を上げる。代替魔術師の寝々自身の能力と合わさって現在までの中で最強の戦闘能力を有していた。その力は澪、冥子、レンテンシアの三人がかりでも大いに苦戦したことからもうかがえる。
反動は「消費カロリーの増加」。蘭乱爛崎寝々は異常なカロリーを常に摂取していた。
血夜魔術（ブラッドマジック）
『ヴァンパイア』が血と夜を媒介としてそれらを混合した闇滓生命体「眷族」を創造する魔術。血と夜を必要とするため夜にしか使用できない、軸となる二つの要素を攪拌するための道具が必要となるなどの制約が多い魔術。
ドルイドの誓約魔術と同系統の創造する魔術で直接的な攻撃手段は持たないが、創り出される「眷族」は質が高い。産み出すときは使用する血液の性質と夜の性質を唱え「産声を」と言う確認される最強の眷族は喰うほどに肥大化する巨大な漆黒の赤子。学校に篭城して戦ったことから拠点防衛戦に優れた魔術である。
反動は「血液の摂取」。二井原小鳩は砂利ごと血液をなめ採っていた。

## 既刊一覧
- 水瀬葉月（著）・藤原々々（イラスト）、メディアワークス→KADOKAWA〈電撃文庫〉、既刊4巻（2014年1月23日現在）
  - 『ぼくと魔女式アポカリプス』、2006年2月10日発売[8]、ISBN 4840233136
  - 『ぼくと魔女式アポカリプス2 Cradle Elves Type』、2007年1月10日発売[9]、ISBN 4840236887
  - 『ぼくと魔女式アポカリプス3 Nightmare Crimson Form』、2006年2月10日発売[10]、ISBN 4840238839
  - 『ぼくと魔女式アポカリプス Essential』、2014年1月23日発売[11]、ASIN B01NBAMLCG（※電子書籍版のみ）